# 藤本信行
藤本 信行（ふじもと のぶゆき、1957年3月 - 2015年1月4日）は日本の脚本家。

## 来歴
宮城県塩竈市出身。日本工学院専門学校卒業。
主にドラマとアニメの脚本を手掛けた。子供向けアニメーションの仕事が多い。『神風怪盗ジャンヌ』では、比較的重い内容の脚本を書いている。
2015年1月4日午後2時25分、上縦隔腫瘍のため埼玉県越谷市の病院で死去。享年57歳。

## 脚本作品

### テレビドラマ
- 月曜ドラマランド
- 一休さん・渇!
- 意地悪ばあさん
- 世にも奇妙な物語 「U.F.O.　～未確認飛行物体～」

### テレビアニメ
- サザエさん （1969年-）
- ドラえもんシリーズ
  - ドラえもん (1979年のテレビアニメ) （1979年-2005年）
  - ドラえもん (2005年のテレビアニメ) （2005年-）
- サンゴ礁伝説 青い海のエルフィ （1986年）[3]
- ボスコアドベンチャー （1986年-1987年）
- 宇宙船サジタリウス （1987年）
- いきなりダゴン （1988年）
- 私のあしながおじさん （1990年、シリーズ構成）
- それいけ!アンパンマン（1991年-1992年）
- 風の中の少女 金髪のジェニー （1992年）
- 南国少年パプワくん （1992年）
- ヤマトタケル （1994年）
- スーパーフィッシング グランダー武蔵 （1997年-2000年、原作・シリーズ構成）
- 神風怪盗ジャンヌ （1999年）
- まもって守護月天! （1999年）
- ハムスター倶楽部 （2000年）
- コスモウォーリアー零 (2001年、シリーズ構成）
- ふぉうちゅんドッグす （2002年）
- 冒険者 （2002年（放送）、シリーズ構成）
- 戦争童話集　ウミガメと少年(2002年)
- 戦争童話集　凧になったお母さん(2003年)
- 戦争童話集　小さい潜水艦に恋をしたでかすぎるクジラの話(2004年)
- 戦争童話集　青い瞳の女の子のお話(2009年)

### 教材ビデオ
- アニメ古典文学館 （2003年-2004年）

### 劇場映画
- 遠い約束 XII-1118（1997年）
- のび太の結婚前夜 （1999年）
- おばあちゃんの思い出 （2000年）
- がんばれ!ジャイアン!! （2001年）
- ぼくの生まれた日 （2002年）
- ピュアハート(2007年)

## 小説作品
- 宇宙船サジタリウス
- 世紀末童話集
- 七つの海のティコ